# Вьетнамцы в Чехии
Вьетнамцы в Чешской Республике (чеш. Vietnamská menšina v Česku, вьет. Người Việt tại Séc), включая имеющих и не имеющих чешского гражданства, среди этнических меньшинств Чехии занимают третье место по величине (после словаков и украинцев). По данным переписи 2011 года в Чехии проживает более 83000 вьетнамцев.
Это третья по величине вьетнамская диаспора в Европе и одна из самых больших вьетнамских диаспор мира.
По данным переписи 2001 года, в Чешской Республике насчитывалось 17 462 этнических вьетнамца. С тех пор вьетнамское население росло очень быстро, и по оценкам Чешского статистического управления, в октябре 2009 года в Чешской Республике проживало 61 012 вьетнамцев. По состоянию на 2011 год, Нгуен, самая распространённая вьетнамская фамилия, является девятой самой распространённой фамилией в стране.

## История
Вьетнамцы начали активно прибывать в страну в коммунистический период, когда между Чехословакией и Социалистической Республикой Вьетнам действовало соглашение об обмене студентами. Позже, в 1970-е, Вьетнам отправил в ЧССР несколько тысяч рабочих в рамках деятельности Совета экономической взаимопомощи.
После распада Чехословакии многие вьетнамцы решили остаться в стране, а не возвращаться домой. Это первое поколение иммигрантов традиционно зарабатывало на жизнь торговлей на улицах. В последующие годы, однако, значительное их число создало собственный бизнес и тесно интегрировалось в чешское общество, подобно вьетнамцам в западных странах. Тем не менее, основной областью экономической активности вьетнамцев первого поколения в Чехии остаётся малый бизнес.
Вьетнамская иммиграция продолжалась в течение 1990-х и 2000-х годов. Вьетнам был одной из стран, на которые распространяется программа квалифицированной миграции Чешской Республики. В это же время диаспора пополнялась вьетнамцами, выдворенными из Германии и других европейских стран.

## География
Самая большая группа вьетнамцев (в 2011 году их было более 10 000) проживает в Праге, 2 % населения Карловарского края имеют вьетнамское гражданство. Центром сосредоточения вьетнамской диаспоры является пограничный город Хеб. Также значительное количество вьетнамцев проживает в самой северной части Богемии — вокруг города Варнсдорф.
Центром активности диаспоры является вьетнамский рынок SAPA (Шапа или Сапа), занимающий площадь 25 га и насчитывающий 3 тысячи лавок.

## Положение дел

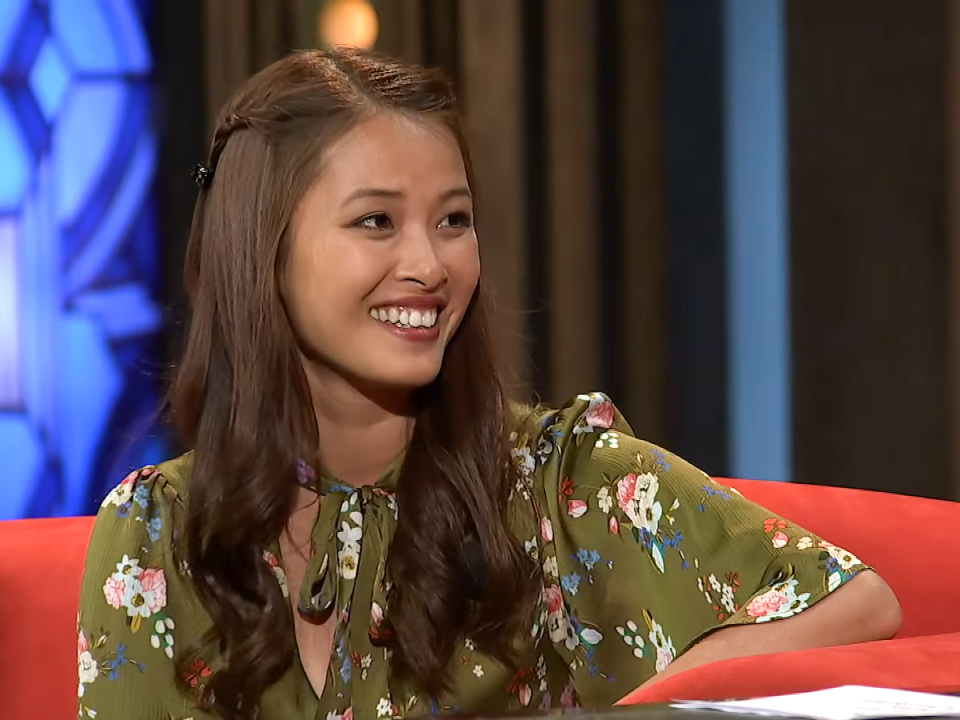
Актриса Ха Тхань Шпетликова.

В Чешской Республике национальным меньшинствам предоставляются классические права национальных меньшинств, в том числе государственное финансирование для защиты их языка и культуры. В последние годы вьетнамская община стремилась к признанию в качестве национального меньшинства. Однако в 2004 году Правительственный совет по делам национальных меньшинств, консультативный орган правительства Чехии по вопросам национальных меньшинств, пришёл к выводу, что вьетнамцы не являются «национальным меньшинством», поскольку этот термин применяется только к коренным меньшинствам, которые проживают на территории Чехии в течение длительного времени. В конце концов, в 2013 году представитель вьетнамцев был принят в качестве члена правительственного совета по делам национальных меньшинств, что, при отсутствии чётких правовых критериев, было воспринято как признание вьетнамского этнического меньшинства властями и обществом. В Праге, где проживает самая большая община вьетнамцев, представитель Вьетнама стал членом Совета национальных меньшинств города, а вьетнамцы были включены в политику Праги в отношении национальных меньшинств до того, как это произошло на национальном уровне.
Вьетнамцы второго поколения не имеют выраженных областей деятельности и в целом намного лучше интегрированы в чешское общество.